# Rantberge
Die Rantberge sind ein Gebirge in Namibia und gehören zur Großen Randstufe. Sie liegen östlich der Namib, rund 20 km östlich von Solitaire. Über den Spreetshoogte-Pass (1676 m), mit bis zu 22 % Steigung einer der steilsten Gebirgspässe in Namibia, können die Rantberge von Ost nach West überquert werden. 
Südlich der Rantberge schließen die Naukluftberge an, nördlich der sogenannte Ziegenrücken.